# Puente de cristal
Un puente de cristal o puente acristalado es un puente peatonal con suelo de cristal o vidrio. A diferencia de la pasarela de cristal, que recorre distancias relativamente cortas, o el pasadizo elevado de cristal, que une dos edificios y suele llevar un techo, también de cristal, el puente de cristal suele ser un puente colgante. 
Debido a su coste, el uso de cristal o vidrio en la arquitectura, típico de la llamada arquitectura invisible, también se asocia con el lujo y la ostentación.
De acuerdo con el arquitecto Ádám Holicska, «mientras una estructura de cristal diseñada por un ingeniero competente y fabricada por un especialista no supone mayor riesgo en términos de seguridad estructural que cualquier otro material de construcción, el cristal es propenso a roturas localizadas.» De ahí, señala que «resulta cuestionable la idoniedad de su uso en una zona montañosa, donde existe cierto riesgo de impactos de rocas».
Otro inconveniente del uso de cristal para el suelo en las pasarelas es el tema de su falta de adherencia. De hecho, para andar tanto en los puentes como las pasarelas de cristal se debe usar un calzado protector.
Aunque estaba previsto inaugurar a finales de 2015 un puente de cristal colgante de 430 m, diseñado por el arquitecto israelí Haim Dotan, sobre un valle de 300 m en el Parque forestal nacional de Zhangjiajie —un parque que también tiene una pasarela de cristal de 100 m,— su inauguración fue aplazado a causa de las lluvias, por lo que, a fecha de 2016, el puente de cristal más largo del mundo es él del Parque forestal de Tianmenshan, de 393 metros de longitud, a 360 metros de altura sobre el gran cañón de Zhangjiajie.
Por otra parte, el Grand Canyon Skywalk, en el Gran Cañón de Colorado, es una plataforma con suelo de cristal construido como mirador.